# 하동 청계사 현행서방경
하동 청계사 현행서방경(河東 淸溪寺 現行西方經)은 대한민국 경상남도 하동군, 청계사에 있는 조선시대의 책이다. 2014년 3월 20일 경상남도 유형문화재 제558호로 지정되었다.
「현행서방경」은 고려 충렬왕 때의 고승 원참(元?)이 저술한 정토왕생(淨土往生)을 지향하는 참선수행집이다.
본서(本書)와 동일한 간본(刊本)인 1709년 하동 쌍계사에서 개간한 현행서방경은 현재 <국립중앙도서관>과 <고려대 도서관>및 <연세대 도서관> 등에만 소장되어 있다.
본서(本書)는 ‘1709년’ 및 ‘쌍계사’라는 명확한 간행기록이 남아 있고 인출 및 보관상태가 양호한 책이다. 귀중본(貴重本)의 기준이 되는 임진왜란(1592) 이전의 판본은 아니지만, 임란 이후 피폐해진 상황에서 고려(高麗)후기의 자료를 중간(重刊)하였으며 현존하는 자료가 희소하다.

## 참고 자료
- 하동 청계사 현행서방경 - 국가유산청 국가유산포털